# Basslerites sonorensis
Basslerites sonorensis är en kräftdjursart som beskrevs av Benson och Kaesler 1963. Basslerites sonorensis ingår i släktet Basslerites och familjen Trachyleberididae. Inga underarter finns listade.